# Анса луната
Анса луната — ручка на сосуде с расходящимися двумя выступами на конце.
Название происходит из итальянской археологической литературы и означает «ручка в форме полумесяца». Анса луната может принимать самые разнообразные формы. Ручки подобного вида типичны для итальянских археологических культур 2-го тысячелетия до н. э. — апеннинской, террамар и культур того же периода Центральной Европы.